# Philipp Karlsbader
Philipp Karlsbader, bürgerlich Philipp Strobl (* 1990 in Lienz, Osttirol) ist ein österreichischer Schauspieler.

## Leben
Philipp Karlsbader, der aus Osttirol stammt, besuchte das Bundesoberstufenrealgymnasium, wo er Musikunterricht erhielt und Mitglied der Theater-AG war. Von 2007 bis 2010 absolvierte er zunächst eine Tischlerlehre. Karlsbader interessierte sich bereits frühzeitig für die Schauspielerei. Als Jugendlicher war er Hauptdarsteller in einem Musical. Einige Jahre später wirkte er bei einem Studentenfilm über den Ersten Weltkrieg mit, was seinen Berufswunsch, Schauspieler zu werden, weiter beförderte.
Von 2013 bis 2017 absolvierte er, nach bestandener Aufnahmeprüfung, für die er drei Monologe vorbereiten und eine Improvisationsszene spielen musste, sein Schauspielstudium an der Schauspielschule Krauss in Wien. Außerdem besuchte er verschiedene Schauspielworkshops. Während seines Studiums spielte er 2015 am Theater Walzwerk im Theaterstück Die Durstigen von Wajdi Mouawad den Jugendfreund Murdoch. Im Frühjahr 2018 legte er die paritätische Bühnenreifeprüfung im Fach Schauspiel ab. 
Seit 2011 stand er in mehreren Kurzfilmen vor der Kamera. Mittlerweile arbeitet er hauptsächlich für das Fernsehen. 
In der österreichischen TV-Serie SOKO Kitzbühel (2018) verkörperte er in einer dramatischen Episodenhauptrolle den hitzköpfigen Moser-Sohn Zacharias. In der 11. Staffel der österreichischen Fernsehserie SOKO Donau (2019) übernahm er eine weitere Episodenhauptrolle als tatverdächtiger Inhaber eines Tattoo-Studios mit Drogenvergangenheit. Außerdem stand er ab Oktober 2019 für den Tiroler Landkrimi Das Mädchen aus dem Bergsee unter der Regie von Mirjam Unger vor der Kamera.
Philipp Karlsbader studiert seit 2017 Primarstufenpädagogik an der Pädagogischen Hochschule Wien. Er lebt in Wien.

## Filmografie (Auswahl)
- 2015: Abteil 4 (Kurzfilm)
- 2016: Vorstadtweiber (Fernsehserie, eine Folge)
- 2017: Ich kenne dich/You See Me (Kurzfilm)
- 2018: SOKO Kitzbühel: Bis in alle Ewigkeit (Fernsehserie, eine Folge)
- 2019: SOKO Donau: Die Entführung des Markus P. (Fernsehserie, eine Folge)